# Filialkirche St. Thomas (Oberdörfl)

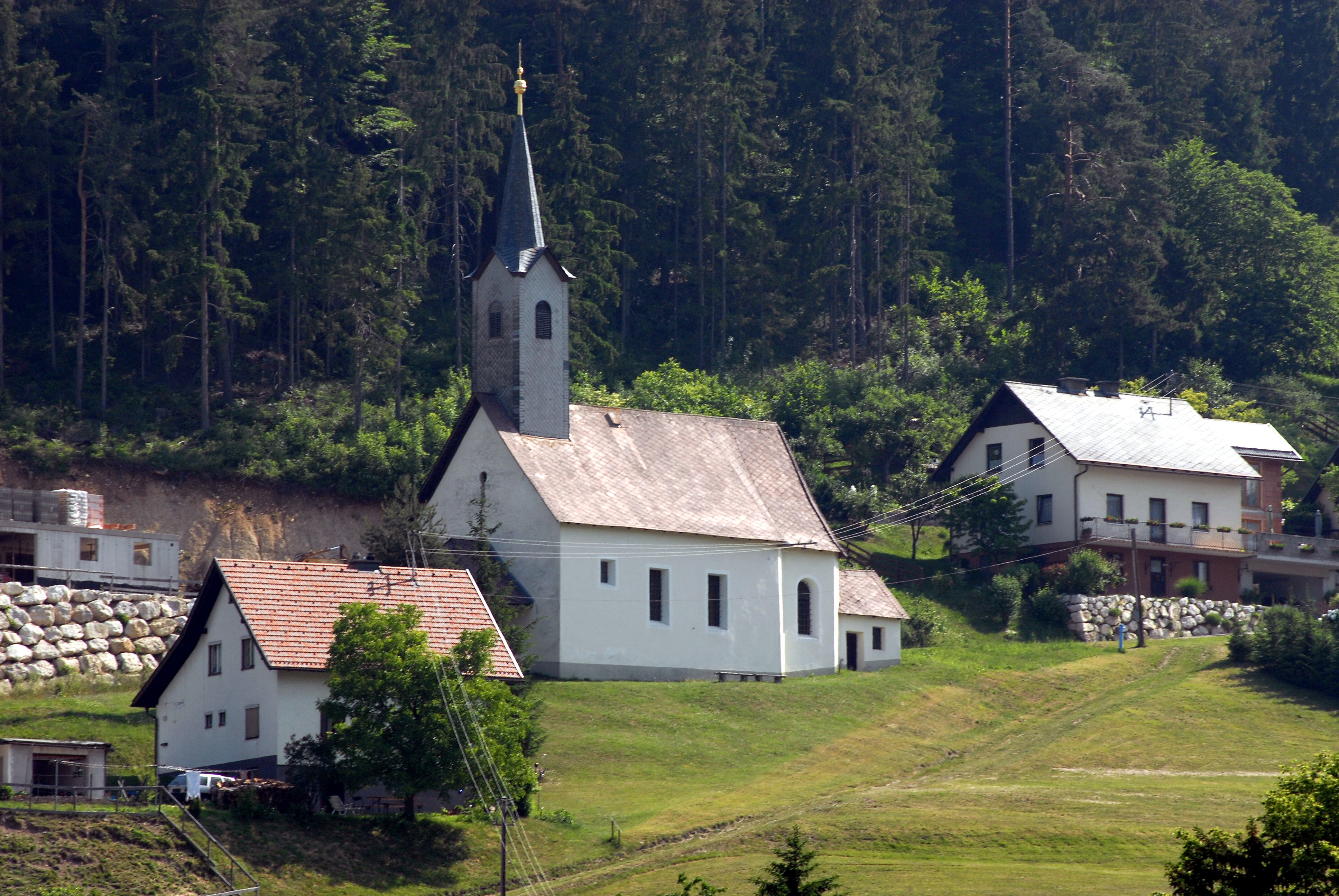

Die römisch-katholische Filialkirche St. Thomas bei Oberdörfl/Gornja vas in der Gemeinde Sankt Margareten im Rosental gehört zur Pfarre St. Margareten. Sie wurde 1430 erstmals urkundlich genannt.

## Baubeschreibung
Das heutige Gotteshaus ist ein 1757 errichteter Neubau. Über dem Langhaus erhebt sich ein westlicher Dachreiter mit Spitzdach. An den eingezogenen Chor schließt östlich noch eine quadratische Sakristei an. Das rundbogige Westportal wird von einem Vordach auf zwei Pfeilern geschützt.
Langhaus und Chor besitzen Tonnengewölbe mit Stichkappen. Die Ostwände des Langhauses sind zum rundbogigen Triumphbogen hin abgeschrägt. Die Fenster im Langhaus sind rechteckig, die im Chor rundbogig aufgeführt. Auf der hölzernen Westempore steht eine zwischen 1710 und 1750 von Franz Knoller gebaute Orgel.

## Einrichtung
Der Hochaltar aus der Mitte des 18. Jahrhunderts besteht aus einem barocken Pilasterretabel mit schräg gestellten Seitenteilen. Über dem Tabernakel steht eine kleine Figurengruppe mit dem ungläubigen Thomas. Seitlich stehen die heiligen Märtyrer Sebastian und Laurentius im Aufsatz Jesus Christus.
Der linke Seitenaltar mit einem Säulenretabel vom Anfang des 18. Jahrhunderts trägt die Skulpturen der Heiligen Antonius Abbas, Markus und Rochus.
Der rechte Seitenaltar vom Anfang des 18. Jahrhunderts birgt in der Mittelnische eine Madonnenstatue, seitlich stehen die Figuren der Heiligen Nikolaus und Josef. Das Aufsatzbild stellt die heilige Helena dar. Die Bekrönung des Altares bildet die Skulptur der heiligen Apollonia.